# 地理学科
地理学科（ちりがっか）とは、大学で地理学を専門に研究する学科である。

## 概要
日本の国公立大学では、東日本では理学部に設置されることが多く、西日本では文学部に設置される場合が多い。この背景には、京都帝国大学では日本最古の地理学教室が文科大学（文学部）に設置されたものの、東京帝国大学では理科大学（理学部）に設置されたことが挙げられる。なお私立大学では文学部に設置されていることが多い。地理学は、文系・理系のどちらの要素も含む。強いて言えば、人文地理学が文系、自然地理学が理系ということになるが、各大学で扱いは異なる。また、大学入学共通テストにおいても受験する大学によって課される教科目の設定は異なる。
また、組織が学際的かつ横断的になった分、これまでの地理学としての枠組みを超えた他分野との協働を行うことも多くなってきた。旧来の地理学の枠組みが複数講座に分散している場合も多く、主体的・賢明な選択眼が必要とされている。

## 地理学科の一覧
地理学を教育・研究する学部・学科・専攻・専修・コース等を記載。必ずしもすべての地理学科を網羅されていないことに留意し、大学サイトにアクセスした上で最新の情報を逐次確認されたい。

### 日本
主に文学部や理学部地学科などで教育・研究が行われる。また、教育学部の教員養成課程の学科に地理学研究室が存在したり、学際系の学部で地理学の授業が開講されていることもある。
- 北海道大学 文学部（人文科学科 人間システム科学コース 地域システム科学講座）
- 北海道教育大学 教育学部 （教員養成課程 札幌校[4]・旭川校[5] 社会科教育分野、釧路校 地域学校教育実践専攻[6]、函館校 国際地域学科 地域協働専攻[7] ）
- 東北大学 理学部（地圏環境科学科 地形学・自然地理学グループ[8]、人文地理学グループ[9]）
- 宮城教育大学 教育学部（中等教育専攻 言語・社会系教育コース[10]）
- 山形大学 人文社会科学部（人文社会科学科 地域公共政策コース）
- 埼玉大学 教養学部（教養学科 現代社会専修課程 フィールド科学専攻）
- 筑波大学 生命環境学群（地球学類 地球環境学主専攻）人文・文化学群（人文学類 史学主専攻 歴史地理学コース、比較文化学類 比較文化主専攻 地域文化研究領野 フィールド文化領域 文化地理学コース）

主に生命環境学群地球学類で学べ、理系ながら人文地理学の研究も行われている。地球学類は東京教育大学理学部地理学科を前身としている。この他、人文学類で歴史地理学、比較文化学類で文化地理学も学べる。
- お茶の水女子大学 文教育学部（人文科学科 地理学コース）
- 東京大学 理学部 地球惑星環境学科（本郷）

自然地理学。1919年に設立された旧地理学科を前身の一つとする。その後、時代の要請を考慮した結果、2006年に地質学・鉱物学の両専攻とともに現在の地球惑星環境学科に改組された。理学部系の地理学科としては日本最古である。
- 東京大学 人文地理学教室（駒場）

人文地理学。学部教育を教養学部学際科学科に地理空間コース、大学院教育を総合文化研究科広域科学専攻で行う。
- 東京都立大学 都市環境学部 地理環境学科

1961年に発足した旧東京都立大学理学部地理学科を前身とし、数回の組織再編を経て現在の形となる。数少ない理系の地理学科ながら人文地理学の研究室も擁するなど、日本でも有数の充実した地理学教室である。また、2004年に日本の地理学教室では初めてJABEEの教育プログラムとして認定を受けている。
- 東京学芸大学 教育学部（学校教員養成課程 中等教育専攻 社会コース・初等教育専攻 社会コース）

日本の地理教育学界では有名な大学の一つである。東京府師範学校を前身の一つとすることから、特に初等・中等教育機関に多くの教員を送り出している。
- 川村学園女子大学 文学部（史学科 地理学専攻）
- 国士舘大学 文学部（史学・地理学科 地理・環境専攻）
- 駒澤大学 文学部（地理学科 地域文化研究専攻、地域環境研究専攻）

自然地理学に力を入れたコースも設置している。
- 専修大学 文学部（環境地理学科）
- 日本大学 文理学部（地理学科）
- 法政大学 文学部（地理学科）

1955年以降現在に至るまで、全国で唯一の通信教育課程を有する地理学科である。文系学部でありながら、理科の教員免許を取得することが可能である大学の一つである。。
- 明治大学 文学部（史学地理学科 地理学専攻）
- 立教大学 文学部（史学科 超域文化学専修）
- 立正大学 地球環境科学部（地理学科）

地理学科においてはかなり大規模である。1925年誕生の地理学教室で私学最古。東京文理科大学（現、筑波大学）教授であった田中啓爾が設立、発展に深く貢献した。「田中啓爾文庫」として膨大な蔵書が寄贈され、現在も貴重書を利用することが出来る。
- 早稲田大学 教育学部（社会科 地理歴史専修）
- 新潟大学 （人文学部 人文学科、教育学部 人間社会ネットワーク講座）

- 金沢大学 人間社会学域（人文学類 人間科学コース 地理学研究室）
- 名古屋大学 文学部（人文学科 環境・行動学コース 地理学専攻）
- 愛知教育大学 教育学部（学校教員養成課程 義務教育専攻 社会専修、高等学校教育専攻 地歴・公民専攻）
- 愛知大学 文学部（歴史地理学科 地理学専攻）[23]
- 中部大学 人文学部（歴史地理学科）[24]
- 三重大学 人文学部（文化学科 地誌学系）
- 京都大学 文学部（行動・環境文化学系 地理学専修）

日本の大学で最古の地理学教室である。1907年（明治40年）に開設された。
- 京都大学 総合人間学部（文化環境学系 地域空間論分野）

京都大学旧教養部人文地理学教室を前身とする。
- 立命館大学 文学部（人文学科 地域研究学域 地理学専攻）
- 大阪大学 文学部（人文学科 人文地理学専修）
- 大阪公立大学 文学部（人間行動学科 地理学コース）

- 関西大学 文学部（総合人文学科 地理学・地域環境学専修）
- 神戸大学 文学部（人文学科 社会文化講座 地理学専修）
- 関西学院大学 文学部（文化歴史学科 地理学地域文化学専修）
- 奈良大学 文学部（地理学科）
- 奈良女子大学 文学部（人文社会学科　地域環境学コース）
- 島根大学 法文学部（社会文化学科 現代社会コース 地理学研究室）
- 岡山大学 文学部（人文学科 行動科学専修コース 地理学領域）
- 広島大学 文学部（人文学科 地理学・考古学・文化財学コース 地理学専門分野）
- 広島女学院大学 人間生活学部（生活デザイン学科 地域デザイン領域 社会科 地理歴史専修）[疑問点 – ノート]
- 愛媛大学 法文学部（人文社会学科 人文学履修コース 地理学専攻）
- 高知大学 人文社会科学部（人文社会科学科 人文科学コース ）
- 九州大学 文学部（人文学科 人間科学コース 地理学専門分野）
- 琉球大学 国際地域創造学部（地域文化科学プログラム 地理学コース）[27]

### アメリカ合衆国
- カリフォルニア大学バークレー校 文理学部
- カリフォルニア大学ロサンゼルス校 地理学部
- セントラルミシガン大学 科学・技術学部

### イギリス
- オックスフォード大学 地理・環境学部[28]
- ケンブリッジ大学 地理学部[29]